# Groupe Joa
 (août 2018).
Si vous disposez d'ouvrages ou d'articles de référence ou si vous connaissez des sites web de qualité traitant du thème abordé ici, merci de compléter l'article en donnant les références utiles à sa vérifiabilité et en les liant à la section « Notes et références ».
Le Groupe JOA est un groupe français de loisirs exerçant dans l'exploitation de casinos (établissements de jeux).

## Histoire
En 1948, Adrien Molinier acquiert le premier casino du groupe.
En 2006, la société d’investissement Bridgepoint Capital (en) et la société Loto-Québec, opérateur de jeux d’argent canadien, deviennent les actionnaires majoritaires du groupe. Alain de Pouzilhac est nommé président du conseil de surveillance et Laurent Lassiaz est nommé président du directoire en mai 2007. Le Groupe Moliflor Loisirs devient alors JOA Groupe en mars 2008 (acronyme de « Jouer Oser s'Amuser »).
À la suite du vote de la loi N° 2010-476 relative à l'ouverture à la concurrence et à la régulation du secteur des jeux d'argent et de hasard en ligne, le groupe JOA commercialise des jeux en ligne en octobre 2010.
En novembre 2012, JOA ouvre un nouveau casino à Montrond-les-Bains (Loire). Le groupe JOA ouvre aussi un restaurant franchisé, « Le Comptoir JOA », à Lyon en août 2013.
En octobre 2014, Alchemy Partners (en) et Davidson Kempner (en) deviennent les principaux actionnaires du groupe JOA. Le groupe JOA ouvre alors un nouveau casino au Lac du Der à Giffaumont-Champaubert (Marne) en décembre 2014. Le groupe JOA acquiert également le casino de Besançon (Doubs) en novembre 2015 et ouvre un nouveau casino à La Seyne-sur-Mer en janvier 2016. Le casino de Saint-Brévin-les-Pins entre dans le groupe en 2020.                                                     Le casino de Lons-le-Saunier qui appartenait au groupe Émeraude entre dans le groupe en 2020.

## Informations économiques
En 2015, son chiffre d'affaires est de 200 millions d'euros.
En 2016, son chiffre d'affaires est de 227 millions d'euros. Il est alors le 2e opérateur français et compte 22 casinos en France ainsi qu'un site de jeux en ligne (paris sportifs et paris hippiques).